# Hannsferdinand Döbler
Hannsferdinand Döbler (* 29. Juni 1919 in Berlin; † 25. Dezember 2004 in Hannover), Pseudonym Peter Baraban, war ein deutscher Schriftsteller und Bibliothekar. Er schrieb Romane und historische Sachbücher. Sein Hauptwerk als Sachbuchautor ist die zwölfbändige Kultur- und Sittengeschichte der Welt. Als Romancier wurde Döbler mit einer autobiografischen Romantrilogie bekannt, in der er sich selbstkritisch mit seiner Jugend im Nationalsozialismus, seinen Erlebnissen als Soldat im Zweiten Weltkrieg, in der sowjetischen Kriegsgefangenschaft und als Heimkehrer auseinandersetzte.

## Leben
Hannsferdinand Döbler entstammte einem nationalistisch gesinnten Elternhaus; sein Vater war Architekt, seine Mutter Bibliothekarin. Döbler legte 1938 – zur Zeit des Nationalsozialismus – sein Abitur ab und durchlief anschließend seinen Reichsarbeitsdienst. Der Berufsoffizier nahm am Zweiten Weltkrieg teil und geriet währenddessen für vier Jahre in sowjetische Kriegsgefangenschaft.
Von 1949 bis 1952 absolvierte Döbler in Köln eine Ausbildung zum „Dipl.-Volksbibliothekar“ und arbeitete anschließend bis 1958 als Bibliothekar in Essen. 1955 debütierte er als Romanautor mit Ein Achtel Salz. Roman einer jungen Ehe. 1959/60 leitete er als Redakteur die Kulturzeitschrift Ruhrgebiet und war anschließend als Pressechef einer Lackfabrik in Wuppertal tätig. 1965 verlegte er seinen Wohnsitz nach München und veröffentlichte erste Sachbücher, ab 1971 die mehrbändige deutsche Kulturgeschichte.
1974 siedelte Hannsferdinand Döbler nach Hannover über, wo er an der dortigen Volkshochschule bis 1984 die Abteilung Kulturelle Bildung leitete.
Unterdessen nahm Döbler als 60-Jähriger mit einem selbstgemalten Schild an der Friedensdemonstration im Bonner Hofgarten 1981 teil, doch irritierten ihn dort die Fragen nach seinem eigenen Mitläufertum.
Nach 1984 widmete sich Döbler dann seinen Schriften als freier Schriftsteller.
Nach Auskunft seines Sohnes starb Hannsferdinand Döbler 2004 im Alter von 85 Jahren nach kurzer Krankheit. Der Schriftsteller wurde auf dem Stadtteilfriedhof Hannover-Kirchrode bestattet.

## Werke (Auswahl)

### Romantrilogie
- gez[eichnet] Coriolan, Hamburg 1956, ungekürzte Neuauflage mit einem neuen Vorwort des Autors Frankfurt/M. 1983
- Kein Alibi. Ein deutscher Roman 1919–1945, Frankfurt/M. 1980[6]
- Nie wieder Hölderlin. Roman einer Rückkehr, Buxtehude 1998[7]

### Sachbücher
- Kultur- und Sittengeschichte der Welt, 12 Bände, Gütersloh 1971–1974; Taschenbuch in 10 Bänden unter dem Titel Döblers Kultur- und Sittengeschichte der Welt, München 1977–1979
- Die Germanen. Legende und Wirklichkeit von A – Z. Lexikon zur europäischen Frühgeschichte, München 1975, Taschenbuchausgabe in 2 Bänden 1977; Sonderausgabe München 2000
- Kleine Kulturgeschichte: Eros und Sexus, Orbis Verlag, München 2000, ISBN 3-572-01151-5 (Sonderausgabe, ursprünglich Verlagsgruppe Bertelsmann, München 1971)
- Hexenwahn. Die Geschichte einer Verfolgung, Bergisch Gladbach 1979, Neuauflage unter dem Titel Walpurgisnacht und Satanskuß, München 2001
- 7000 Jahre frühe technische Kultur, Bd. 1: Vom Ackerbau zum Zahnrad, Bd. 2: Vom Amulett zur Zeitung, rororo Taschenbuch, Reinbek bei Hamburg 1969 (Neudruck als 7000 Jahre Handwerk und Technik, Pawlak-Verlag, Herrsching 1981)

## Auszeichnungen
- 1981 Künstlerstipendium für Literatur des Landes Niedersachsen[8]
- 1985 Ehrengast der Villa Massimo[8]
- 1998 Kurt-Morawietz-Literaturpreis der Stadt Hannover[8][9][10]